# سامسونگ بی۷۶۱۰
سامسونگ بی۷۶۱۰ یک‌نمونه از گوشی‌های تلفن همراه سری B شرکت سامسونگ می باشد که توسط همین شرکت به بازار عرضه شده‌است.